# المجلة الأمريكية لطب النساء والتوليد
المجلة الأمريكية لطب النساء والتوليد (اختصارًا AJOG) هي مجلة تعتمد مراجعة الأقران في طب التوليد والنساء. تشتهر شعبيًا باسم «مجلة غراي». قد استمر نشر المجلة الأمريكية للتوليد وأمراض النساء والأطفال منذ عام 1920، والتي كان قد تم إصدارها عام 1868 وتم فهرستها من قِبل الميدلاين عام 1965.
المجتمعات والجمعيات التي تُمثل جهات النشر الرسمية:
- الجمعية الأمريكية لأمراض النساء والتوليد.
- جمعية أساتذة أمراض النساء والتوليد.
- الرابطة المركزية لأطباء التوليد والأمراض النسائية.
- جمعية ساحل المحيط الهادئ للولادة والامراض النسائية
- جمعية جراحي الأمراض النسائية.
- جمعية طب الأم والجنين.
- رابطة جنوب المحيط الأطلسي لأطباء التوليد وامراض النسائية

تنشر المجلة أيضًا أوراقًا مختارة من الاجتماع السنوي للجمعية الأمريكية لأمراض المسالك البولية.

## روابط خارجية
- موقع رسمي